# Бентон (Нью-Йорк)
Бентон (англ. Benton) — місто (англ. town) в США, в окрузі Єйтс штату Нью-Йорк. Населення — 2985 осіб (2020).

## Демографія
Згідно з переписом 2010 року, у місті мешкало 2836 осіб у 953 домогосподарствах у складі 682 родин. Було 1093 помешкання
Расовий склад населення:
| - 98,1 % — білих - 0,4 % — чорних або афроамериканців - 0,3 % — азіатів |

До двох чи більше рас належало 0,9 %. Частка іспаномовних становила 1,2 % від усіх жителів.
За віковим діапазоном населення розподілялося таким чином: 27,5 % — особи молодші 18 років, 51,0 % — особи у віці 18—64 років, 21,5 % — особи у віці 65 років та старші. Медіана віку мешканця становила 42,2 року. На 100 осіб жіночої статі у місті припадало 94,6 чоловіків;  на 100 жінок у віці від 18 років та старших — 89,4 чоловіків також старших 18 років.
Середній дохід на одне домашнє господарство  становив 83 247 доларів США (медіана — 67 375), а середній дохід на одну сім'ю — 96 115 доларів (медіана — 83 864). Медіана доходів становила 42 083 долари для чоловіків та 32 250 доларів для жінок. За межею бідності перебувало 7,3 % осіб, у тому числі 11,9 % дітей у віці до 18 років та 3,5 % осіб у віці 65 років та старших.
Цивільне працевлаштоване населення становило 1292 особи. Основні галузі зайнятості: освіта, охорона здоров'я та соціальна допомога — 23,5 %, сільське господарство, лісництво, риболовля — 15,3 %, роздрібна торгівля — 12,7 %.